# Elizabeth Wilmshurst
Pour les articles homonymes, voir Wilmshurst.
Elizabeth Wilmshurst, née le 28 août 1948, est une juriste britannique, fellow du Royal Institute of International Affairs de Chatham House et professeur de droit international à l'University College de Londres. Elle était Deputy Legal Adviser du Foreign and Commonwealth Office du Royaume-Uni à l'époque de l'invasion de l'Irak en 2003, en désaccord avec son ministre quant à la légalité de cette action, elle démissionna. Le 30 août 2009, elle a été nommée juge au tribunal arbitral chargé du différend opposant la Libye et la Suisse au sujet de l'arrestation à Genève d'Hannibal Kadhafi, fils du chef de l'État libyen, Mouammar Kadhafi.
Parmi ses publications les plus remarquées, on peut citer Definition of the Crime of Aggression: State Responsability or Individual Criminal Responsability? publié dans The International Criminal Court and the crime of aggression deMauro Politi et Giuseppe Nesi en 2004,.

## Source
- Elizabeth Wilmshurst,  Royal Institute of International Affairs